# Muda Mathis

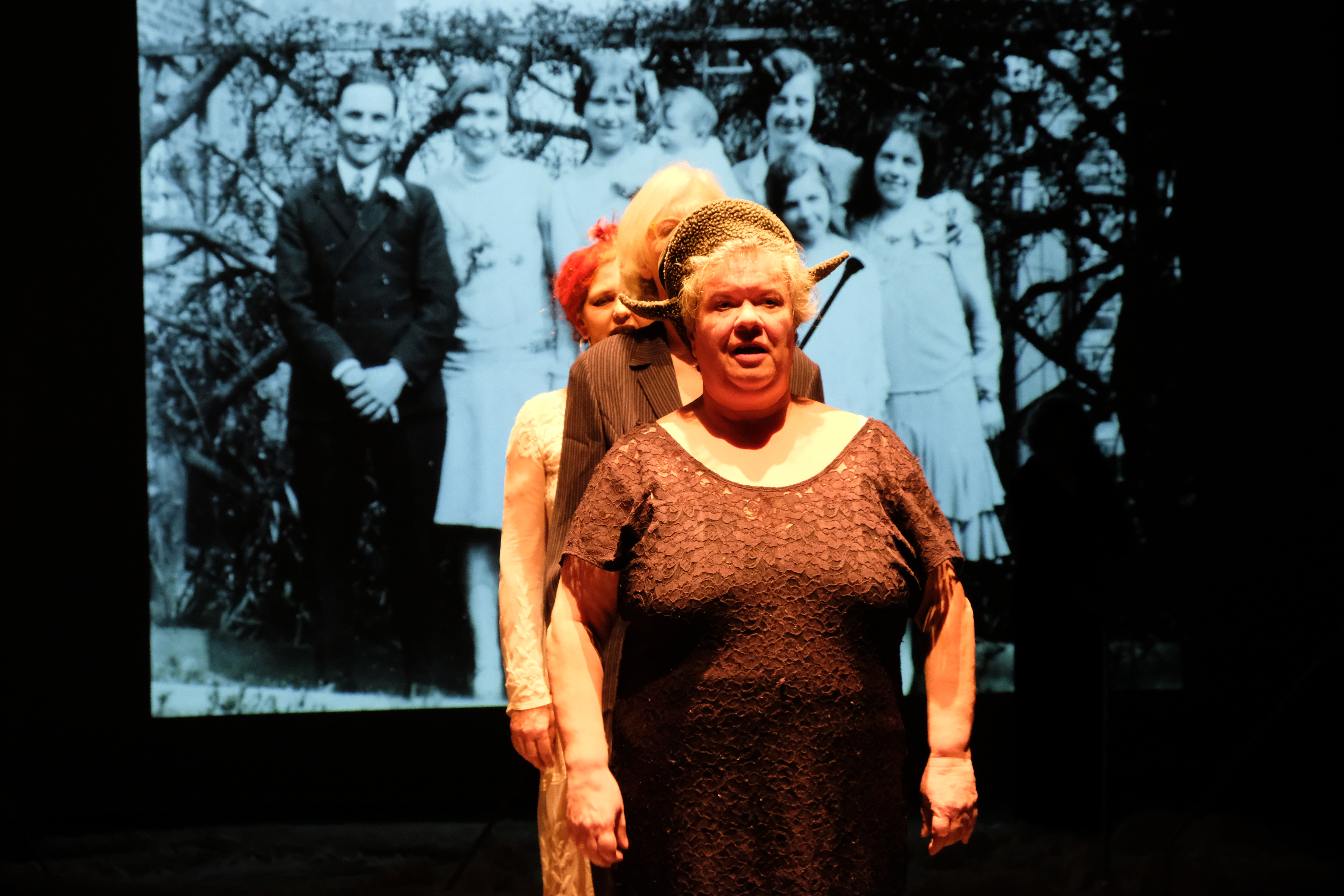
Muda Mathis während der Show «Let's sing Arbeiterin*» von Les Reines Prochaines und Freundinnen*, 2019

Muda Mathis (* 25. Februar 1959 in Zürich, heimatberechtigt in Regensdorf) ist eine Schweizer Performance-, Installations- und Videokünstlerin, Musikerin und Performanceaktivistin. Sie ist bekannt für Kollaboratives Schreiben und arbeitet mit Sus Zwick und der Frauenmusikperformancegruppe Les Reines Prochaines zusammen. 2009 wurde sie und ihre Arbeit mit dem Meret Oppenheim Preis ausgezeichnet.

## Leben
Muda Mathis wuchs mit fünf Geschwistern in Romanshorn auf. Nach der Schule absolvierte sie den Vorkurs an der Schule für Gestaltung St. Gallen und anschliessend ein Bildhauerei-Praktikum bei Charlotte Germann-Jahn. 1978–1980 erfolgte ein Besuch der F+F Schule für Kunst und Mediendesign mit Peter Trachsel, Doris Stauffer und Serge Stauffer als Dozenten in Zürich mit ersten Performanceerfahrungen, 1980–1982 war sie an der Sigurd Leeder School of Dance in Herisau.
Von 1986 bis 1988 studierte sie Audiovisuelle Kommunikation (Videokunst) an der Schule für Gestaltung in Basel bei René Pulfer und blieb mit audiovisuellen Produktionen, Band, Performance und Installation in Basel und international aktiv. Seit 1990 hat sie eine Produktions- und Lebensgemeinschaft mit Sus Zwick (* 1950).
Sie ist Mitbegründerin der Frauenmusikperformancegruppe Les Reines Prochaines (1987) und der Atelier- und Produktionsgemeinschaft VIA Basel (AudioVideoKunst, 1988), des Manifest grosser und angesehener Künstlerinnen und Mitautoren des KünstlerInnengruppe Tischgespräche. Seit den frühen 1980er-Jahren pflegte sie wechselnde, oft langjährige Zusammenarbeiten mit verschiedenen Kunstschaffenden und Kollektiven, kontinuierlich mit Fränzi Madörin und mit ihrer Lebenspartnerin Sus Zwick.
1996–2017 übernahm sie eine Lehrtätigkeit an der Hochschule für Gestaltung und Kunst Basel. 2003 erhielt sie ein Atelierstipendium IAAB Montréal, 2009 den Prix Meret Oppenheim (beide zusammen mit Sus Zwick). Im Sommer 2022 kuratierten Muda Mathis, Chris Regn, Andrea Saemann und Lena Eriksson die Ausstellung Bang Bang – Translokale Performance Geschichten im Museum Tinguely. 2022 erhielt sie mit Les Reines Prochaines and Friends* den Basler Kulturpreis.
Muda Mathis lebt in Basel.

## Werk
1987 gründeten Muda Mathis, Teresa Alonso und Regina Florida Schmid die Performancemusikgruppe Les Reines Prochaines, die mit wechselnder Besetzung – Fränzi Madörin und Pipilotti Rist, Gabi Streiff, Sus Zwick, Sibylle Hauert, Michèle Fuchs und Barbara Naegelin – auftritt. Als Bande aus Basel formierten sie sich während der Jugend- und Frauenbewegung der 1980er mit der Intention, traditionelle Kunst- und Geschlechtergrenzen zu hinterfragen und spielen bis heute vor internationalem Publikum. Dada, Fluxus und Punk.
Sie ist Initiatorin und Mitherausgeberin der Performance Chronik Basel (1968–1986 gemeinsam mit Silvana Iannetta, Sabine Gebhard Fink, Andrea Saemann, Anna Schürch, Bernadett Settele, Margarit von Büren, Sus Zwick) und der zweiten Buchpublikation der Performance Chronik Basel „Aufzeichnen und Erinnern“ (Hrsg. v. Sabine Gebhardt Fink, Muda Mathis, Margarit von Büren im Diaphanes Verlag Zürich / Berlin 2016), ein Netzwerk zur historischen Aufarbeitung der Performancekunst im Basler Umfeld. Im Sommer 2022 kuratierten Muda Mathis, Chris Regn, Andrea Saemann und Lena Eriksson die Ausstellung Bang Bang – Translokale Performance Geschichten im Museum Tinguely.
Kollaborationen sind ein Bestandteil und Merkmal der Arbeit der Künstlerin. Zusammen mit verschiedenen Künstlerinnen entwickelt sie Performance- und Bühnenprogramme wie zum Beispiel die Gottlieber Revue, die Bühnenproduktion Let's sing Arbeiterin* . oder die neuste Revue Alte Tiere hochgestapelt, als Les Reines Prochaines and friends* mit Lucas Acton, Sibylle Aeberli, Michèle Fuchs, Sibylle Hauert, Chris Hunter, David Kerman, Chris Regn, Marcel Schwald, Dorothea Schürch, Oper am Theater Basel.
„Das künstlerische Schaffen von Muda Mathis bewegt sich zwischen den Bereichen der bildenden Kunst – insbesondere Video/Videoinstallation und Performance – und der Musik, wobei sie diese Bereiche auf innige, melodramatische und lustvolle Weise miteinander zu verschmelzen weiss: Worte malen Bilder, Bilder erzeugen Klänge, Töne tragen diese rhythmisch weiter und Aktionen verleihen den Bildern und der Musik eine neue gemeinsame Struktur und Dynamik. Weiteres inhaltliches und zugleich stilbildendes Merkmal ihrer Kunst ist der inszenierte, mit Ironie getränkte Dilettantismus als bewusste Strategie. Von entscheidender Bedeutung in der Kreation der Bilder, die zugleich performativ sind, ist die unorthodoxe Kameraführung. Diese ist keineswegs statisch, sondern am Körper oder an einem verlängerten Teil des Körpers oder der Objekte angebracht und übermittelt dadurch ungewohnte und eigenwillige Ansichten des Geschehens ‚aus dem Innern der profanen Dinge‘. Die Betrachter sind somit nicht Beobachter, als vielmehr in die Dramatik des Geschehens involviert […] Muda Mathis gehört zur ersten Generation feministisch motivierter Videokünstlerinnen, die seit Anfang der 1980er-Jahre mit diesem Medium auch inhaltlich neue Wege beschreitet. Bei Mathis ist dies insbesondere eine Infragestellung normativer Vorgaben nicht nur in Bezug auf weibliche Rollenbilder und Schönheitsideale, sondern in Bezug auf Normalität ganz allgemein. Ebenso bedeutsam ist die kollektive Arbeitsweise mit wechselnden künstlerischen und technischen Partnerinnen, die die Ästhetik ihrer Videos wesentlich prägen.“
2021 wurden die Performances Embracing a Spanish Village aus 2011 und Protuberanzen II von 2004 vom Kunstkredit Basel Stadt angekauft. Die Performances von Muda Mathis & Sus Zwick befinden sich in Form von Notationen, Skripten und audiovisuellen Dokumentationen in der Sammlung, die künftigen Wiederaufführungen als Anleitung zur Verfügung stehen. 2022 wurde die erste Wiederaufführung mit Lea Rüegg, Raffia Li, Wilfred Speller im Museum Tinguely realisiert und 2024 gab es eine weitere Performance dieses Werkes von Birgit Kempker und Bärbel Schwarz in der Turbine Giswil.

## Einzelne Werke in Sammlungen oder Kunst am Bau
- Kunstkredit Basel-Stadt; Liestal, Sammlung Neue Medien Baselland
- Bern, Stiftung Kunst Heute
- Arbon-Frasnacht, Seewasserwerk, Klang- und Lichtinstallation, Der Getränkeautomat lebt, 1999
- Kunstmuseum des Kantons Thurgau, Kartause Ittingen
- Kunsthaus Zürich; Zürich, Swiss Life Art Collection, Foyer Binz Center, Das ideale Leben, 2000

## Auszeichnungen
- 1988: Le Prix du Jeune Créateur de la Semaine International de Video à St.Gervais, Genève, Muda Mathis, Renatus Zürcher für Der Dienstag, Video
- 1988: Preis der Feminale Köln Muda Mathis, Pipilotti Rist für Japsen
- 1989: Videopreis der Viper 10. internationalen Film- und Videotage, Luzern, Muda Mathis, Pipilotti Rist für die Videoinstallation Die Tempodrosslerin saust
- 1991: 1. Preis der Biennale de Video, Medellin, Kolumbien, Muda Mathis für Der Waschtag, Video
- 1993: Förderpreis des Kanton Baselland, Muda Mathis
- 1996: Videopreis VIPER Lucerne für das Video Babette von Fränzi Madörin, Muda Mathis, Sus Zwick
- 2000: Konstanzer Kunstpreis, Muda Mathis
- 2003: Atelier Stipendium in Montréal, Kanada, der IAAB, Muda Mathis und Sus Zwick
- 2009: Prix Meret Oppenheim, Muda Mathis/Sus Zwick[1]
- 2012: Atelier Stipendium Berlin der Landis & Gyr Stiftung, Muda Mathis und Sus Zwick
- 2019: Schweizer Musikpreis[25], Les Reines Prochaines, Michèle Fuchs, Fränzi Madörin, Muda Mathis, Sus Zwick
- 2019: Performancepreis Schweiz, Publikumspreis:[26] Manifesto Reflex Collective, mit Monika Dillier, Iris Ganz, Sibylle Hauert, Lysann König, Fränzi Madörin, Dorothea Mildenberger, Sarah Elena Müller, Barbara Naegelin, Chris Regn, Andrea Saemann, Dorothea Schürch, Sus Zwick.
- 2022: Basler Kulturpreis, Les Reines Prochaines and Friends*, mit Fränzi Madörin, Muda Mathis und Sus Zwick, Chris Regn, Marcel Schwald, Sibylle Aeberli, Sibylle Hauert, David Kerman, Lukas Acton, Dorothea Schürch, Chris Hunter und Michèle Fuchs[27]

## Performance
- 2002: Schnittstellen, Muda Mathis / Sus Zwick / Andrea Saemann, Plug in, Basel
- 2003: In der Kurve der Ranke, Muda Mathis/Sus Zwick, Generation Gap, Andrea Saemann, Festival Hildesheim
- 2004: Protuberanzen zum längsten Tag, Muda Mathis/Sus Zwick, Kunsthof, Zürich
- 2004: Protuberanzen 2, Muda Mathis/Sus Zwick, Festival Bone 7, Bern
- 2005: Erleuchtete Ritzen, Muda Mathis, Sus Zwick, Fränzi Madörin, Sicht auf das Original, Kunstkredit, Basel
- 2007: The Great Songbook Of Inspired Clouds, Les Reines Prochaines u. a., Kaserne Basel
- 2009: Meine Logopädin heisst Sus Zwick, Telling Tales: Lange Nacht der Schweizer Performancekunst, Kartause Ittingen, Gessnerallee Zürich, Muda Mathis / Sus Zwick
- 2009: Die schwitzende Löwin, Wildwuchsfestival Kaserne Basel, ein Art(en)tertainment Abend mit Les Reines Prochaines und Gästen
- 2009: Zeit für eine zweite Biographie, Symposium Raum und Begehren, ZHdK Zürich, Muda Mathis / Sus Zwick
- 2010: The song of noise liquide and swing, Handlung und Spur, Oxyd, Winterthur, Muda Mathis / Sus Zwick
- 2011 Embracing a Spanish Village, Festival Acciòn Mad, Museo Nacional Centro de Arte Reina Sofía Madrid, Muda Mathis / Sus Zwick
- 2013: Tuch über Stadt, Chur durchwühlen, Chur, Muda Mathis / Sus Zwick
- 2014: Gottlieber Revue, mit Evi, Nic & C. Chris Regn, Evi Wiemer, Karin Kröll, Katharina Friese, Muda Mathis, Sus Zwick, Michèle Fuchs, Fränzi Madörin, Sibylle Hauert, David Kerman, Dorothea Schürch, Bärbel Schwarz, Bena Zemp, Martin Chramosta, Franziska Welti, Christoph Oertli, Andrea Saemann[28]
- 2015: Ni Hao, Kunst der Begegnung, Kaskadenkondensator Basel, Muda Mathis / Sus Zwick
- 2015: Russia is a man, Anca Daucikova, Muda Mathis, Sus Zwick, Iris Ganz, Fränzi Madörin, Performance-Lesung, Ausstellungsraum Klingental
- 2017: Fur of Fear, Sybille Hauert, Muda Mathis, Sus Zwick, Performance-Festival in Xi’an, Maibai und Nanchang und im Boxclub Basel
- 2017: A dark horse, Muda Mathis, Sus Zwick, Kunsthaus KuLe Berlin
- 2019: Let’s sing Arbeiterin*, Les Reines Prochaines, Lucas Acton, Sibylle Aeberli, Michèle Fuchs, Sibylle Hauert, Chris Hunter, David Kerman, Chris Regn, Marcel Schwald, Dorothea Schürch, Kaserne Basel, Theater Gessnerallee Zürich, Tojo Theater Bern, Theater Chur
- 2019: Humbug Club, Basel, Freundschaftsabend auf querer Bühne, mit Les Reines Prochaines, Evi, Nic & C und vielen aufregenden Gästen[29]
- 2020: Alte Tiere hochgestapelt,[16][17][18] Les Reines Prochaines and friends, Lucas Acton, Sibylle Aeberli, Michèle Fuchs, Sibylle Hauert, Chris Hunter, David Kerman, Chris Regn, Marcel Schwald, Dorothea Schürch, Oper[19], Theater Basel[20]
- 2021 Wenn ich an Polen denke…, Mathis/Zwick, 10th Land Art Festival / Off Land Festival, Kazimirsk Polen
- 2022: Humbug Club, Basel, Freundschaftsabend, mit Les Reines Prochaines, Evi, Nic & C und Gästen[30]
- 2022: Performance, Sus Zwick & Muda Mathis, anlässlich der Ausstellung: Anna Daučíková. Not Belonging to and in Solidarity with, Artium Museoa, Bilbao[31]
- 2023: Performance, Sus Zwick & Muda Mathis, Artium Museoa, Bilbao[32]
- 2024: performative Release des neuen Albums Scissor*hood[33]

## Kollektive Projekte, Kunst am Bau und im öffentlichen Raum (Auswahl)
- 2001: Glückliches Radio: Radio Felix, Hörstück in Folgen, Muda Mathis, Sus Zwick, Fränzi Madörin, Hipp Mathis, Platter Spital, Basel, Kunstkredit, Basel
- 2001: Nie gesehene Perlen, Fernsehsendung, Muda Mathis, Sus Zwick, Fränzi Madörin, u. a. Wanderlust, Point de Vue und Viper, Basel DV, 57‘
- 2003: Audiotunnel, Audioinstallationen, Muda Mathis, Sus Zwick, Fränzi Madörin, Museum für Kommunikation, Bern
- 2007: Bonanza II, Video, Letzigrund Stadion, Amt für Hochbauten, DV, 3’, Muda Mathis/Sus Zwick
- 2007: Purity and Danger, Aktion, Münsterplatz, Museum der Kulturen, Basel, mit Künstlerinnengruppe Tischgespräche
- 2008: The road to nieu Bethesda, ein Kooperationsprojekt organisiert von Monika Dillier und Andrea Saemann mit südafrikanischen und Schweizer Künstlerinnen.
- 2009: Das prekäre des Vertikalen, Fotografie, Foyer Stadttheater Winterthur Saison 2009/10, Muda Mathis/Sus Zwick
- 2010: Die Tankstelle, Fotografie, plastische Objekte, UPK Basel, Ökonomiegebäude, Personalrestaurant, Muda Mathis/Sus Zwick
- 2014: Der Elefant ist da, Zehn imaginäre Skulpturen für den Helvetiaplatz Bern, ein Hörspaziergang von Muda Mathis, Sus Zwick und Fränzi Madörin
- 2016: Performance Chronik Band II Aufzeichnen und Erinnern (1987–2006), Publikation, Diaphanes Verlag Zürich/Berlin
- 2018: Performance Art Roll On, Broschüre, zur Ausstellung Performance Process, Cooperation mit dem Kaskadenkondensator, Performance Chronik Basel und ApresPerf[34]
- 2021: Andrea Saemann und ihr Werk Podcast in 12 Folgen, Muda Mathis, Chris Regn und Andrea Saemann
- 2022: BANG BANG translokale Performance Geschichte:n, Ausstellungsprojekt von Revolving Histories organisiert und kuratiert von der Performance Chronik Basel, Andrea Saemann, Chris Regn, Muda Mathis, Lena Eriksson und PANCH, Museum Tinguely, Basel[35]
- 2022/23: Das Projekt Erstes Manifest grosser und angesehener Künstlerinnen war im Rahmen der Ausstellung Fun Feminism täglich vom 16ten Dezember 2022 bis 19ten März 2023 zwischen 18 und 20 Uhr auf dem Lichtfries des Neubaus des Kunstmuseum Basel zu sehen.[36]
- 2023: Video Total 35 Jahre VIA VideoAudioKunst Ausstellung und Radiosendung, Amerbachstudios und RadioX[37]

## Ausstellungen (Auswahl)
- 1989: Die Tempodrosslerin saust, 14-Kanal Videoinstallation, mit Pipilotti Rist, Kunsthalle St. Gallen
- 1992: Sofie zieht Kreise, Videoinstallation, mit Sus Zwick, Filiale, Basel. Galerie Prosart und o. T. Luzern, Theater am Neumarkt Zürich, Steirischer Herbst Graz, Museum für Gestaltung Zürich
- 1995: Sofies Himmel, Fünf-Kanal Videoinstallation, mit Sus Zwick und Fränzi Madörin, Kunstmuseum Thurgau, Kartause Ittingen, CAN Centre d’art Neuchâtel
- 1996: Babette, Drei-Kanal Videoinstallation, mit Sus Zwick und Fränzi Madörin, CAN Centre d’Art Neuchâtel, Ausstellungsraum o.T. Luzern, Amtshimmel Baden
- 1997: Gönn dir ein Schnippchen, Sieben-Kanal Videoinstallation, mit Sus Zwick, Cargo Bar Basel, Viper
- 1997: Le Ballett Patient, 12-Kanal Videoinstallation, mit Sus Zwick Reitschule Bern
- 1997: The Plot, Klang-Licht-Installation, mit Sibylle Hauert, Kaskadenkondensator, Basel
- 1998: Die Erfindung der Welt, Sechs-Kanal Videoinstallation, mit Sus Zwick, Staatliche Kunsthalle Baden-Baden, Palazzo Liestal, Kunstverein Konstanz
- 2000: Erstkommunikanten, Fotoserie, mit Sus Zwick und Tobias Madörin, Kunstraum Kreuzlingen, Kartause Ittingen, La Centrale Montreal
- 2001: Das Paradies, (Park eins und zwei) Videoinstallationen, mit Sus Zwick, Kunsthalle Winterthur, Loeffler Museum, Kosice, Slowakei, Kartause Ittingen
- 2002: Paar, Videostills, mit Sus Zwick, Kunstkasten Winterthur, Nette Homos, Kaskadenkondensator Basel, Female Geographies, Austrien Cultural Forum London
- 2002: Bad, Videoprojektion, mit Sus Zwick, Kunsthof, Zürich
- 2003: Monts et Merveilles, Sechs-Kanal Videoinstallation, mit Fränzi Madörin und Sus Zwick, Kunstmuseum Olten, Plug.In, Regionale 2004, Basel
- 2008: Blume wie ein Haus gedacht, Videoinstallation, mit Sus Zwick, Blumensaft, Kunst Raum Riehen
- 2010: Das unsichtbare Licht, 11-Kanal Audioinstallation, mit Fränzi Madörin und Sus Zwick, Kunsthalle Arbon
- 2014: Olga und Olga und die koreanische Grossmutter, 2 Kanal Videoinstallation, Muda Mathis/Sus Zwick, Kunstraum Kreuzlingen, Ausstellungsraum Klingental Basel
- 2017: My House – your Arms – our own Sleep mit Sus Zwick
- 2018/2019: L'Universe Germaine Muda Mathis Sus Zwick und Hipp Mathis mit Germaine Winterberg, Kunsthaus Baselland, Basel[38]
- 2019: Positionen zeitgenössischer Künstlerinnen mit Anna -Tia Buss, Alina Kopytsa, Muda Mathis und Sus Zwick, Maura Wittmer, Shannon Zwicker, o.T. Raum für aktuelle Kunst, Luzern[39]
- 2022: Elf akustische Portraits, Villa Renata, Basel[40]
- 2022: Ohren auf, Augen zu, Film ab, S11, Künstlerhaus Solothurn[41]
- 2022: Fun Feminism, Kunstmuseum Basel[42]
- 2022 Eine Frau ist eine Frau ist eine Frau – Eine Geschichte der Künstlerinnen, Aargauer Kunsthaus, Aarau[43]
- 2022: Bang Bang – translokale Performancegeschichten im Museum Tinguely in Basel[44]
- 2023 Vage Elemente Werkstatt, Installation Single Channel Video, Leuchtkasten Paare, Mathis/Zwick, Kobo Art Space Zürich[45]
- 2024: Die Erfindung der Welt und alles andere, Videoinstallation, Foto-Installation, Mathis/Zwick, TANK, Basel[46]
- 2025: wenden und wandeln, Galerie Nicolas Krupp, Basel[47]

## Videos
- 1988: Das Messer im Kompott, Einkanal-Video, 13 Minuten 40 Sekunden, Farbe, Ton, 4:3, PAL, Produktionsformat: U-matic low-band; in Zusammenarbeit mit Käthe Walser
- 1988: Japsen, 1988, Video U-Matic Low, 14', Muda Mathis und Pipilotti Rist
- 1989: Die Tempodrosslerin saust, in Zusammenarbeit mit Pipilotti Rist und Les Reines Prochaines
- 1990: Der Dienstag, U-Matic Low, 14', Muda Mathis und Renatus Zürcher
- 1990: Der Waschtag, Video U-Matic Low, 7', Muda Mathis und Sus Zwick
- 1991: So nimm diese Erbsen, U-Matic Low, 10’, Muda Mathis
- 1993: Die lustigen Weiber von Windsor, U-Matic Low, 2’20’’ Muda Mathis und Fränzi Madörin,
- 1996: Babette, Video U-Matic, 15', engl./dt. U.-Titel Fränzi Madörin, Muda Mathis, Sus Zwick mit Babette Zaugg
- 1998: Die Erfindung der Welt, mit Fränzi Madörin und Sus Zwick
- Making off – wie eine Installation entsteht, DV, 4’, Muda Mathis und Sus Zwick
- 2002: Les Reines Prochaines im Thurgau, 5 Clips, DV, 10‘, Les Reines Prochaines
- 2004: Das ideale Atelier, Video DV, 16' mit Fränzi Madörin und Sus Zwick
- 2004: Vermeintlichkeit und Zufall, Video DV, 7', Muda Mathis und Sus Zwick
- 2005: Carte Postale Sonore, Video DV, 7', Muda Mathis und Sus Zwick
- 2006: Kiev Connection, Video DV 45', mit Fränzi Madörin und Sus Zwick mit Les Reines Prochaines
- 2013: The golden Landscape of Feminism – making of, mit Fränzi Madörin und Sus Zwick
- 2015: Olga und Olga und die koreanische Grossmutter, HD Ton, 25’, Muda Mathis und Sus Zwick
- 2016: Schlafen, 3 Kanal Arbeit mit Sus Zwick

## Diskografie
- 1990: Jawohl, sie kann’s. Sie hat’s geschafft. (LP/CD)
- 1993: Lob Ehre Ruhm (LP/CD)
- 1995: Le coeur en beurre double gras (CD)
- 1999: Alberta (CD)
- 2003: Protest und Vasen (CD)
- 2005: Starke Kränze (CD)
- 2013: Blut (CD)
- 2017: Schlafen ist individuelle Anarchie. (limited vinyl single LRP009)
- 2020: Zu unserer Verfassung (CD)
- 2021: Let's sing Arbeiterin*! (CD)
- 2024: Scissor*hood, Album unrecord[48]

## Filme
- Die Hamburger Filmemacherin Claudia Willke realisierte 2012 den Dokumentarfilm Les Reines Prochaines – alleine Denken ist kriminell mit der Basler Freihändler Filmproduktion als Koproduktion mit: Schweizer Radio und Fernsehen (Dokumentarfilm TV-Fassung 52 min, Festival-Fassung 77 min).